# 클레어 콜터
클레어 콜터(Clare Coulter, 1942년 ~ )는 캐나다의 배우이다.
온타리오주에서 태어났다.

## 영화
- 할리우드 북쪽 (2003년) - 린지 마샬 역
- 체이싱 케인: 페이스 (2002년)
- 요술쟁이 아나벨 (1997년)
- 밤이 기울면 (1995년)
- 최후의 선택 (1985년)